# Prodasineura auricolor
Prodasineura auricolor är en trollsländeart som först beskrevs av Fraser 1927.  Prodasineura auricolor ingår i släktet Prodasineura och familjen Protoneuridae. IUCN kategoriserar arten globalt som livskraftig. Inga underarter finns listade i Catalogue of Life.